# Tot zonsondergang
Tot zonsondergang is een Nederlandse televisiefilm uit 2022 geregisseerd door Albert Jan van Rees. De film ging op 11 december 2022 in première op televisiezender NPO 3 tijdens het NPO Zapp blok bij de EO.

## Verhaal
De film volgt de twaalfjarige vriendengroep bestaande uit Chrissie, Harvey, Mikela, Pink, Laurens en Tim. Het is de laatste dag van de zomervakantie en de groep speelt al de hele dag samen buiten. Ze hebben lol maar praten ook over de toekomst, er gaat namelijk veel veranderen want het is de laatste dag voordat ze allemaal naar de brugklas gaan.
Het groepje spreekt af na het avondeten weer verder buiten te spelen en elkaar te ontmoeten bij hun boomhut, dit om samen de vakantie af te sluiten. Als Tim na het eten niet opkomt dagen besluit de rest van de groep naar zijn huis te lopen, als ze daar aankomen een de voordeur wagenwijd open treffen en bloed op de vloer vinden beginnen ze een spannende zoektocht naar hun vermiste vriend.

## Rolverdeling
| acteur                  | personage                 |
| ----------------------- | ------------------------- |
| Chloé Bouterse          | Chrissie                  |
| Yèray Topcu             | Harvey                    |
| Pascale Kromkamp        | Mikela                    |
| Layla Zara Seme         | Pink                      |
| Isaac Powell            | Tim                       |
| Matsen Montsma          | Laurens                   |
| Astrid van Eck          | gekke Marie               |
| Anniek Pheifer          | Bonnie                    |
| Josephine Arendsen      | zus van Laurens           |
| David Lucieer           | vader van Tim             |
| Juliette van Ardenne    | moeder van Tim            |
| Jacob Jutte             | tienerjongen 1            |
| Titus Theunissen        | tienerjongen 2            |
| Rein Hofman             | vader van Harvey 1        |
| Reza Ibrahim            | vader van Harvey 2        |
| Mariana Aparicio Torres | moeder van Pink           |
| Sadettin Kirmiziyüz     | vader van Pink            |
| Caner Yalçin            | broer van Pink            |
| Leonoor Koster          | moeder van Mikela         |
| Olivier Croonen         | broertje van Mikela       |
| Abrianna Kelie          | zus/vriendin van Harvey 1 |
| Inaya Mathew            | zus/vriendin van Harvey 2 |
| Alie Stam               | zus/vriendin van Harvey 3 |
| Erik van Welzen         | klusjesman school         |
| Reint Schölvinck        | receptionist ziekenhuis   |

## Achtergrond
De film werd geregisseerd door Albert Jan van Rees en werd geproduceerd door Marc Bary namens productiebedrijf IJswater Films in samenwerking met de EO. Het scenario van de film werd geschreven door Reint Schölvinck. De muziek in de film werd gecomponeerd door Herman Witkam. Hoofdrollen in de film waren weggelegd voor onder anderen Chloé Bouterse, Yèray Topcu en Pascale Kromkamp. Andere bekende acteurs die hun medewerking leverden waren onder meer Astrid van Eck, Anniek Pheifer en Josephine Arendsen.

## Release
Tot zonsondergang ging op 11 december 2022 in première op televisiezender NPO 3 tijdens het NPO Zapp blok bij de EO. De film was onderdeel van de NPO-serie Telefilm, die voor zes weken lang iedere zondag één televisiefilm uitzond.